# Tour della nazionale maschile di rugby a 15 della Nuova Zelanda 2006
La Nazionale neozelandese di rugby a 15, allenata da Graham Henry, compie nel 2006 un tour ricco di soddisfazioni, che li vede vincere in tutte le amichevoli disputate, incluse quattro vittorie contro Italia, Galles e Francia.
Con l'Inghilterra la pratica è archiviata con quattro mete di Aaron Mauger, Joe Rokocoko, Tony Woodcock e Daniel Carter.
Il primo test con i Francesi è un trionfo: a Lione gli All Blacks sono un rullo compressore e travolgono i francesi con un esaltate 47-3  Sette mete (Sivivatu 2, McCaw, Carter, Smith, Rokocoko McAlister) contro nessuna per un trionfo e la peggior sconfitta interna per i Francesi nella loro storia.
Anche il secondo test con la Francia viene vinto ma con un risultato più "moderato" (11-23) 
Infine il match con il Galles. Un facile successo, dopo due vittorie sudate nei due anni precedenti .
Da segnalare l'incidente diplomatico primo dell'ultimo test con il Galles.
I Gallesi vogliono ripetere il protocollo pre-gara dell'anno prima, con l'esecuzione dell'Haka dopo l'inno neozelandese e prima dell'inno gallese. Al rifiuto neozelandese di anticipare l'Haka, adducendo il protocollo ufficiale per i mondiali 2007, i gallesi risposero che come paese organizzatore del match, potevano impedire l'esecuzione dell'Haka, che fu quindi eseguita nel tunnel verso il campo.
| Roma 5 novembre 2006 | Italia | 20 – 41 | Nuova Zelanda | Stadio Flaminio |

| Lione 11 novembre 2006, ore 21 UTC+1 | Francia | 3 – 47 | Nuova Zelanda | Stade de Gerland |

| Saint-Denis 18 novembre 2006 | Francia | 11 – 23 | Nuova Zelanda | Stade de France |

| Cardiff 25 novembre 2006 | Galles | 10 – 45 | Nuova Zelanda | Millennium Stadium |